# RMS Queen Mary

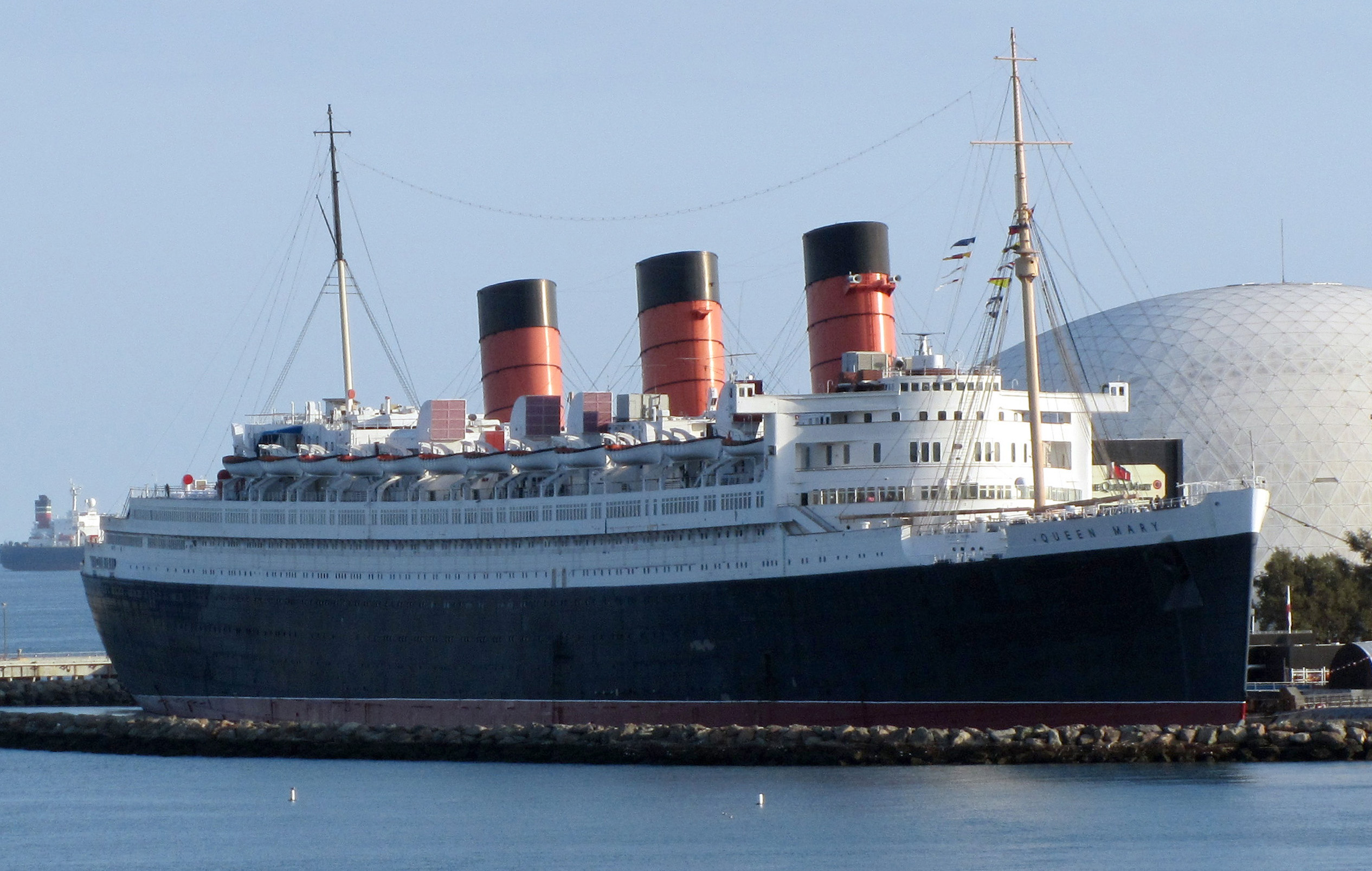
RMS Queen Mary

RMS Queen Mary a fost un pachebot britanic ce a aparținut companiei Cunard-White Star Line care a navigat pe rutele din Atlanticul de Nord în perioada 1934-1967.
Queen Mary 2 a fost singurul vas după RMS Titanic care a trecut Atlanticul. Dar și acesta a avut probleme la motor exact în același loc.

## Caracteristici
- Deplasament: 80,774 t
- Dimensiuni: 297,23 x 36.14m
- Nr. de coșuri: 3
- Nr. de catarge: 2
- Propulsie: 4 elice
- Viteza: 29 Nd
- Constructor: John Brown & Co Ltd, Glasgow
- Pasageri: 3000
- Echipaj: 1300 membri [1]

## Istoric
Nava a fost lansată la apă la 26 septembrie 1934 de la șantierul naval John Brown din Glasgow. La 27 martie 1936 complet finisat, pachebotul își începea cariera pe liniile prodigioasei companii de navigație Cunard-White Star a Atlanticului de Nord, care se va sfârși în anul 1967 după 1001 traversări.
RMS Queen Mary a fost proiectată pentru a bate toate recordurile de mărime, dar a fost depășit doar de nava SS Normandie care a fost terminată mai devreme și avea o lungime mai mare cu 3 metri. Era considerată un oraș plutitor având la bord peste 3000 pasageri și 1300 membri ai echipajului. A fost necesar ca, în portul New York, să se amenajeze un cheu separat de acostare, iar la Southampton s-a construit un doc special pentru reparații și întrețineri curente. 
Pachebotul Queen Mary a fost construit într-o perioadă când companiile străine au început să facă concurență Angliei în domeniul transportului de pasageri. Nava germană SS Bremen a reușit să căștige Panglica albastră după 20 de ani de supremație a companiei Cunard cu nava RMS Mauretania. Din acest motiv, Marea Britanie începe construirea unui transatlantic ce trebuia să fie cât mai mare și mai rapid, și mai ales cea mai elegantă navă ce a existat vreodată. La un an după punerea chilei, a izbucnit marea criză economică și lucrările au încetat aproape trei ani. Numai după șase luni de la reluarea construcției, Queen Mary era gata de lansare, iar doi ani mai târziu uriașa navă era pregătită pentru călătoria inaugurală spre New York. Nava a acostat în portul american exact la data stabilită, având parte de o primire triumfală.
La înapoiere în Anglia, stabilește recordul de viteză (30,6 noduri) și intră în posesia Panglicii albastre. La acea dată (3 septembrie 1939), Queen Mary deținea întâietatea cu 3 zile, 20 de ore și 42 de minute.
În timpul celui de-al doilea război mondial, împreună cu RMS Queen Elizabeth a fost folosită la transportul a peste 500 000 de soldați peste ocean, apoi ca închisoare, spital și navă bază pentru Cabinetul britanic. 
După război și-a reluat activitatea de transport pasageri, dar în iulie 1952 pachebotul american SS United States intră în posesia trofeului cu 36,6 noduri viteză de traversare. 
În urma urma naufragiului de la Cherbourg și în urma reparațiilor, capătă o vibrație la structură ce se dovedește a fi periculoasă pentru pasageri, având drept consecință pierderea unui mare număr de pasageri.
Când a pornit în ultima sa cursă din rada portului New York, Queen Mary a fost însoțită de sirenele unei flotile și de 12 elicoptere, iar primarul orașului New York a înmânat comandantului un medalion din partea orașului. 
În anul 1967 compania Cunard a anunțat că nava Queen Mary urmează a fi scoasă din serviciu ca fiind nerentabilă, urmând a fi destinată altor activități. Nava devine hotel plutitor, muzeu oceanografic și local distractiv.